# Marie-Anne de Saxe
Pour les articles homonymes, voir Anne de Saxe.
Marie-Anne Sophie Sabine Angèle Françoise-Xavière de Saxe, princesse de Saxe et de Pologne, née le 29 août 1728 à Dresde et morte le 17 février 1797 à Munich, est l'épouse du prince-électeur Maximilien III Joseph de Bavière. 
Elle est également la sœur de l'archevêque-électeur de Trêves Clément Wenceslas de Saxe et du gouverneur des Pays-Bas Autrichiens Albert de Saxe-Teschen ainsi qu'une tante maternelle des rois Charles IV d'Espagne, Louis XVI de France et Ferdinand Ier des Deux-Siciles et de l'infante Marie-Louise d'Espagne, impératrice germanique.

## Biographie
Fille du prince-électeur Frédéric-Auguste II de Saxe, futur roi de Pologne et de l'archiduchesse Marie-Josèphe d'Autriche, fille de l'empereur Joseph Ier, elle eut quatorze frères et sœurs, dont le prince Frédéric IV de Saxe, la reine consort de Naples puis d'Espagne Marie-Amélie de Saxe et la dauphine de France, Marie-Josèphe de Saxe, mère du futur Louis XVI et de ses frères les derniers rois de France.
Elle épouse l'électeur Maximilien III de Bavière en 1747, mais le mariage reste sans descendance, mettant fin à la branche cadette des Wittelsbach, à la mort du souverain en 1777.
Devenue veuve, elle négocie peut-être avec le roi de Prusse, Frédéric le Grand, pour assurer une certaine indépendance à la Bavière, contre les visées expansionnistes de l'empire d'Autriche (à moins que ce ne soit sa belle-sœur Marie-Antoinette de Bavière, électrice de Saxe). 
Elle soutient les droits à la succession de la branche des Wittelsbach du Palatinat-Deux-Ponts-Birkenfeld en Bavière. 
Quant au nouvel électeur, le prince Charles-Théodore, il souhaite céder toute la Bavière à l'Autriche et ainsi l'échanger contre les Pays-Bas (alors autrichiens) pour se rapprocher des Deux-Ponts de Berg et de Jülich, contre l'opinion de ses héritiers. Ceci provoque la guerre avec la Prusse, Frédéric II, rival auto-proclamé des Habsbourg-Lorraine. Cette guerre de Succession de Bavière se termine en 1779 par le traité de Teschen qui ne donne à l'Autriche, qu'une partie de la Basse-Bavière. Les plans autrichiens échouent donc, mais Joseph II tente une nouvelle fois l'expérience en 1784 qui échoue aussi, face à la formation de la Ligue des Princes de 1785 à 1790 autour de la Prusse.
L'électrice douairière de Bavière passe le reste de sa vie dans son Palais de Fürstenried près de Munich, entourée de la gratitude de ses anciens sujets et de celle des descendants du comte palatin des Deux-Ponts. Le frère de ce dernier, Maximilien, hérite du duché de Bavière en 1799, sous le nom de Maximilien Ier Joseph de Bavière, avant d'en devenir le premier roi.
Marie-Anne de Saxe est inhumée à l'église des Théatins de Munich.

## Ascendance

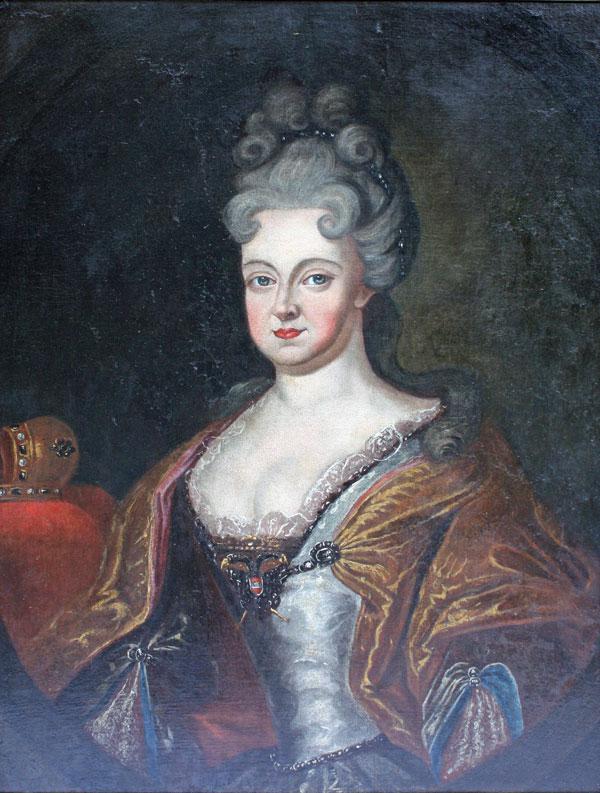
Portrait de Wilhelmine Amalia de Brunswick-Lüneburg (1673-1742)